# Robert Gillet
Pour les articles homonymes, voir Robert Gillet (diplomate) et Gillet.
Robert Gillet est un animateur de radio québécois né à Montréal le 7 août 1945. 

## Biographie
Robert Gillet a commencé sa carrière d'animateur radiophonique en région, en particulier à Ville-Marie dans le Témiscamingue et à Matane pour la station CKBL. En juin 1968, il est animateur à CJMS à Montréal. En 1970, il est engagé par la station  CJRP de Québec où il devient rapidement l'animateur-vedette du matin, présenté sous le nom du P'tit Gillet et reconnu pour ses capsules humoristiques de type « Insolences d'un téléphone ». En 1979-1980, il était animateur du matin à CJRP dans l'émission : Les matins de Québec.
Il passe ensuite, en janvier 1981, à la station de Radio-Canada à Québec, CBV, toujours comme animateur du matin, avec des émissions appelées « Première édition » et « CBV Bonjour ». Il revient par la suite à CJRP, jusqu'à la fermeture abrupte de la station le 30 septembre 1994. Gillet retrouve cependant un micro rapidement à CJMF-FM, station connue aussi sous le nom de FM93. Il y fait de bonnes cotes d'écoutes et domine le marché radiophonique de Québec dans son créneau horaire. Il a été fait état d'un conflit, s'étant transporté en ondes, avec la vedette de la station, André Arthur, qui animait le midi. Ce dernier sera congédié par CJMF en 2001 après avoir été tenu responsable de « mettre en doute l'intégrité d'un employé ». 

### Apparition au cinéma
En 1973, il a joué un petit rôle dans le film « Y a toujours moyen de moyenner ! » de Denis Héroux. Ce film mettait en vedette Jean-Guy Moreau, Yvan Ducharme, Willie Lamothe, Dominique Michel, Danielle Ouimet et plusieurs autres.

### Carrière à la télévision
Dans les années 1970-1980, il a animé quelques émissions à la station CBVT de Radio-Canada à Québec, dont "03" et « Gillet pure laine ». Dans les années 1990, Robert Gillet a également coanimé l'émission Blackout, diffusée sur les ondes du réseau de télévision TQS. L'émission hebdomadaire consistait en un débat sur un thème choisi, dans le but avoué de susciter la controverse. Enregistrée à partir du Lion d'Or, un cabaret de la rue Ontario à Montréal, l'émission a été décriée, fut considérée comme un échec, et retirée des ondes assez rapidement.

### Condamnation criminelle en 2003
Il est tombé en disgrâce après avoir été arrêté le 17 décembre 2002 dans le cadre de l'Opération Scorpion et condamné pour avoir acheté les services d'une prostituée d'âge mineur. 
Dans le cadre d'une vaste opération policière auprès de multiples accusés bien en vue, Robert Gillet fut d'abord accusé d'avoir obtenu les services sexuels de deux mineures moyennant rétribution, ainsi que d'agression sexuelle. L'histoire faisait état d'une demande déroutante de la part de Robert Gillet à ladite prostituée soit celle qu'elle lui fasse un « golden shower ». Mais le 25 mars 2004, l'ancien animateur ne fut finalement reconnu coupable que d'un seul chef d'accusation, soit d'avoir payé une prostituée de 17 ans. Gillet a été acquitté des deux autres chefs d'accusation, entre autres à cause des nombreuses contradictions dans le témoignage d'une des jeunes filles, âgée de 15 ans, dont les dires n'ont pas été jugés crédibles par le juge Fraser Martin. 
En raison de l'ampleur que prirent les événements de l'Opération Scorpion dans les médias, le procès s'est tenu au Palais de justice de Montréal, plutôt qu'à Québec. La cour prit cette décision dans le but d'offrir à Robert Gillet un procès juste et équitable.

### Retour à la radio en 2004
En 2004, CJMF, qui avait congédié Robert Gillet après les accusations portées contre lui, décide de lui offrir à nouveau un micro. Il revient en ondes le 7 septembre, mais bien que les auditeurs soient au rendez-vous, le 93,3 doit le congédier. En effet les animateurs Jean-François Fillion et André Arthur de CHOI FM ont mené une campagne contre tout annonceur qui allait « encourager » le retour de Gillet. Selon Le Soleil, ce congédiement aurait été fait "...en raison des pressions faites sur les annonceurs du 93,3 par des animateurs de stations concurrentes...". Ce congédiement se produit deux jours après le dévoilement de sondages BBM qui le plaçaient au second rang des émissions du matin.

### Des excuses publiques et une compensation pour Gillet
En 2008, Fillion et Arthur devront s'excuser auprès de Gillet dans le cadre d'un règlement à l'amiable. Des rumeurs relayées par le Journal de Québec laissent penser qu'ils ont payé près d'un million de dollars en compensation à Gillet, de concert avec les propriétaires de CHOI FM. De plus, la même source indique que la Ville de Québec et Robert Gillet ont aussi conclu un règlement hors cour en juin 2008 puisque Robert Gillet a annoncé qu'il abandonnait sa poursuite contre la police de Québec. Selon le Journal de Québec, "Son désistement annoncé... dans les procédures contre la ville de Québec met un point final à toute la saga judiciaire entourant l'affaire Scorpion. Robert Gillet dit rêver toujours de retrouver un micro. Il n'a pas fait son deuil de ce métier qui a meublé toute sa vie professionnelle et qui en a fait une personnalité vedette et très influente à Québec. Son style d'animation se caractérisait par une bonne dose d'humour qu'il incorporait dans ses commentaires ou dans les entrevues qu'il menait habilement autant sur l'actualité politique, qu'économique ou culturelle." 
«J'aimerais ça revenir à la radio mais ce n'est pas moi qui décide. Après la job de bras qui m'a été faite par Arthur et compagnie, ils (les employeurs) ont tous peur. Je n'ai pas [sic] reçu aucune proposition depuis 2004».
Robert Gillet a retrouvé un micro en 2009 à la station Sortir FM (90.3 puis 106.9) de Québec, jusqu'à ce que ladite station change de vocation en 2011.